# Jorge Cao
Jorge Cao (ur. 2 stycznia 1944 na Kubie) – kubański aktor filmowy i telewizyjny.
Widzom znany głównie z roli Martina Acevedo w Gorzkiej zemście, telenoweli produkcji kolumbijskiej.

## Filmografia
- Pasión por lo efímero (1988) jako Człowiek
- Demasiado miedo a la vida o Plaff (1988) jako Contreras
- Un, dos (1989)
- Adorables mentiras (1992)
- Derecho de asilo (1993)
- Amores (1994)
- Pecado santo (1995)
- Shiralad. El regreso de los dioses (1995)
- La sombra del deseo (1996)
- La mujer del presidente (1997) jako Francisco Acero
- El último Carnaval (1998) jako Baldomero Gómez
- Corazón prohibido (1998) jako Manuel Torrado
- Kochankowie (Amantes de Luna Llena, 2000) jako León Rigores
- El precio del silencio (2002) jako Benjamin Bayona
- La venganza (2002) jako Fernando Valerugo
- Gorzka zemsta (Pasión de gavilanes, 2003–2004) jako Martín Acevedo
- El Cristo de plata (2004)
- Te Voy a Enseñar a Querer (2004) jako Milciades Contreras
- Miłość na sprzedaż (Amores de mercado, 2006) jako Néstor Savater
- Zorro (Zorro: La espada y la rosa, 2007) jako Padre Tomás Villarte
- El Último Matrimonio Feliz (2008) jako Manuel Gómez
- Ostatnia godzina (Tiempo final, 2008) jako Dyrektor (gościnnie)
- A corazón abierto (2010) jako Ricardo Cepeda
- El Laberinto (2012) jako Francisco de Paula Acero

## Nagrody i wyróżnienia[1]
INTE Awards
- W 2004 otrzymał nagrodę w kategorii Najlepszy Aktor Drugoplanowy Roku.